# Moussy (Marne)
Moussy is een gemeente in het Franse departement Marne (regio Grand Est) en telt 725 inwoners (1999). De plaats maakt deel uit van het arrondissement Épernay.

## Geografie
De oppervlakte van Moussy bedraagt 2,8 km², de bevolkingsdichtheid is 258,9 inwoners per km².
De onderstaande kaart toont de ligging van Moussy (Marne) met de belangrijkste infrastructuur en aangrenzende gemeenten.

## Demografie
Onderstaande figuur toont het verloop van het inwonertal (bron: INSEE-tellingen).